# Figlie di Nostra Signora delle Missioni
Le Figlie di Nostra Signora delle Missioni (in inglese Sisters of Our Lady of the Missions) sono un istituto religioso femminile di diritto pontificio: le suore di questa congregazione pospongono al loro nome la sigla R.N.D.M.

## Storia
Nel 1861 Philippe-Joseph Viard, vescovo marista di Wellington (Nuova Zelanda), chiese ai suoi confratelli di Lione di far giungere nella sua ancor giovane diocesi delle suore insegnanti. I padri della Società di Maria si appellarono alle Figlie di Nostra Signora della Compassione, ma queste respinsero l'invito: consentirono, però, alla loro consorella Adèle Euphrasie Barbier (1829-1893) di lasciare l'istituto per fondarne uno nuovo, specialmente dedicato all'educazione cristiana delle donne e della gioventù nei paesi non cristiani ma disposto a svolgere qualsiasi tipo di lavoro.
Il 15 agosto 1861 la Barbier diede formalmente inizio all'istituto e adottò il nome religioso di suor Maria del Cuore di Gesù: il cardinale Louis-Jacques-Maurice de Bonald, arcivescovo di Lione, concesse alla congregazione l'approvazione diocesana il 25 dicembre 1861 e il 2 ottobre 1864 le suore partirono per la Nuova Zelanda; nel 1883 venne aperta una filiale anche nell'attuale Pakistan.
Le Figlie di Nostra Signora delle Missioni ottennero il pontificio decreto di lode il 9 gennaio 1869 e venne approvato definitivamente dalla Santa Sede il 6 luglio 1906. Dal 1888 la congregazione è aggregata all'Ordine di Sant'Agostino.
A causa delle leggi anticongregazioniste francesi, nel 1901 la casa madre dovette lasciare Lione e venne trasferita in Inghilterra (prima a Deal, poi ad Hastings).

## Attività e diffusione
Le Figlie di Nostra Signora delle Missioni seguono la regola di sant'Agostino e delle costituzioni basate su quelle della Società di Maria: le cerimonie di vestizione e professione e quelle del coro sono modellate sulla liturgia benedettina. Si dedicano all'apostolato dell'educazione e missionario.
Sono presenti in Africa (Kenya, Senegal), in America (Bolivia, Canada, Perù), in Asia (Bangladesh, Birmania, Filippine, India, Vietnam), in Europa (Francia, Irlanda, Italia, Regno Unito) e in Oceania (Australia, Nuova Zelanda, Papua Nuova Guinea, Samoa): la sede generalizia, dal 1968, è a Roma.
Al 31 dicembre 2005 l'istituto contava 972 religiose in 262 case.